# 백화문
백화(白話)는 당나라 대에 발생하여, 송, 원, 명, 청 시대를 거치면서 확립된 중국어의 구어체를 말하며, 이를 글로 표기한 것을 백화문(白話文)이라고 한다.
지식인층을 중심으로 고전 등에 나오는 문구를 근거로 쓰인 문언문(文言文, 한문)에 비해, 백화문은 각 시대를 거치며 북경어를 중심으로 민간에서 사용되는 일상 언어가 반영되어, 대중이 쉽게 이해할 수 있도록 그 형태가 갖추어졌다.
당 시대의 백화로 들 수 있는 것으로 둔황(敦煌)의 변문(變文)이 있다. 이는 민중에게 들려주기 위한 의도로 기록된 것으로, 구어를 문장으로 표현하는 기교가 확립되어 있지 않아, 적지 않게 문언의 요소가 포함되어 있다.  당에서 송을 거치며 유행을 했던 어록에도 구어를 기록한 내용들을 볼 수 있다.
송 시대에 들어서면 큰 도시를 중심으로 대중문화가 활발하게 일어나, 대중에게 이야기를 들려주기 위해 만든 설화 등이 융성하였다. 이들의 내용을 기록하는 '화본'(話本)에도 구어체 문장이 적지 않게 포함되어 있다. 이를 통해 구어의 기록법의 세련도가 높아지게 되었으며, 이 기법들이 적용된 백화소설(白話小說)들이 나오기 시작하였다. 명 시대에는 《수호전》(水滸傳), 《금병매》(金甁梅) 등의 백화소설이 등장하였으며, 청 시대에도 《유림외사》(儒林外史), 《홍루몽》(紅樓夢) 등의 작품이 나왔다.

## 백화 운동
송에서 청 시대에 이르기까지 화본과 소설 등 많은 통속 문학 작품들이 백화로 쓰였으나, 그럼에도 불구하고 근대에 이르기까지 백화는 민중들의 언어로, 저속한 것으로 취급받는 경향이 컸다. 그러나 1911년 신해혁명으로 청이 무너지고 근대 국가인 중화민국이 수립되며, 지식인들 가운데 문어 위주에서 산문 위주의 문학을 추구하자는 주장들이 나오기 시작했다. 1917년 1월, 후스(胡適)는 잡지 《신청년》(新靑年)에 '문학개량추의'(文學改良芻議)라는 원고를 발표하며, 난해한 문어 문학을 배격하고 대신 구어문에 기초한 '백화문학'을 제창하였다. 이어 신청년 2월호에는 천두슈(陳獨秀)의 <문학혁명론>(文學革命論)이 발표되어, 후스의 제창을 이어갔다. 이로 촉발되는 움직임은 '문학 혁명'이라 불리며, 이론 면에서는 후스가, 실천 면에서는 루쉰(魯迅) 등에 의해 추진되어, 현대 중국어의 형성에 큰 기여를 하였다.

## 참조
- 신문화 운동

## 같이 보기
- 중국 문학

## 참고 문헌
- 엔사이버 백과사전 - 백화문[깨진 링크(과거 내용 찾기)]

| 연대          | 선진       | 한                 | 육조 시대    | 수당         | 송   | 원 | 명청         | 현대            |
| ------------- | ---------- | ------------------ | ------------ | ------------ | ---- | -- | ------------ | --------------- |
| 운문          | 시경, 초사 | 사부, 고체시, 악부 | 고체시, 변부 | 근체시, 유부 | 사   | 곡 | 근체시, 연극 | 신사, 현대 가사 |
| 비운문(非--)  | 산문       | 산문               | 변문         | 전기, 변문   | 고문 | -- | 장회소설     | 백화문, 소설    |
| v • d • e • h |            |                    |              |              |      |    |              |                 |